# Noël van 't End
Noël van 't End (Houten, 15 giugno 1991) è un judoka olandese, campione mondiale a Tokyo 2019.

## Biografia
Ha rappresentato i Paesi Bassi ai Giochi olimpici estivi di Rio de Janeiro 2016, dove è stato eliminato al secondo turno del torneo dei -90 kg dal mongolo Lkhagvasürengiin Otgonbaatar.
All'Olimpiade di Tokyo 2020 è stato estromesso dal tabellone principale dei -90 kg ai quarti dal turco Mikail Özerler e poi sconfitto ai ripescaggi dall'ungherese Krisztián Tóth. Nella gara a squadre miste si è classificato quinto.

## Palmarès
- Mondiali

Tokyo 2019: oro nei -90 kg;
- Europei U23

Praga 2012: bronzo nei -90 kg;